# Wild Child (comics)
Pour les articles homonymes, voir Wild Child.
Wild Child est un mutant appartenant à l'univers de Marvel Comics. Il a été créé par John Byrne et est apparu pour la première fois dans Alpha Flight #1.

## Origine
Kyle Gibney est un mutant qui manifesta une mutation sauvage à l'adolescence. Ses traits déformés firent peur à ses parents qui le chassèrent de chez eux. Devenu SDF, il fut enlevé par l'Empire Secret et devint un cobaye de laboratoire. Sa psyché déjà fragile éclata, et il se comporta plus comme un animal que comme un jeune homme. Il rencontra le docteur Valerie Cooper et fut finalement libéré par Wyre, un agent de l'Empire.
Gibney (désormais Wild Child) fut détenu par l'armée et confié au Département H, qui était en train de constituer la Division Alpha. Walter Langkowski, voulant préserver le jeune homme, l'affecta à la Division Gamma. Quand cette dernière fut démantelée, Gibney rejoignit la Division criminelle Oméga, qui affronta et perdit deux fois contre la Division Alpha. Il réussit à s'enfuir et se lança dans une série de meurtres sauvages. Wolverine le captura alors qu'il allait massacrer Heather Hudson.
Wild Child fut amnistié par le gouvernement et il rejoignit la nouvelle Division Gamma. Quand cette équipe fut de nouveau démantelée, il perdit le contrôle de lui-même et devint très violent. il attaqua un de ses équipiers, Pathway. Le Département H le reprit et commença sa formation et sa restructuration psychologique. Stabilisé mentalement, il fut intégré à la Division Alpha sous le nom de Weapon Oméga, puis changea de nom pour devenir Wildheart, au moment où il eut une liaison avec Aurora.
Son apparence physique se détériora et il reprit ses traits bestiaux, ce qui le décida à quitter la Division Alpha et Aurora. Valerie Cooper l'accueillit au sein de Facteur-X aux États-Unis. Il fut obligé de faire équipe avec Dents de Sabre qui l'incita volontairement à laisser aller ses pulsions animales. Il resta avec l'équipe jusqu'à ce que son corps mute une fois de plus. Il atteignit un niveau de dégénérescence mentale dangereux, et Weapon X le récupéra, de sa propre volonté ou par un contrôle mental.
Au sein de Weapon X, il travailla en duo avec un Dents de Sabre conditionné, cherchant à enrôler de force Feu du soleil. Creed lui arracha les cordes vocales, le laissant muet.
Il retrouva Aurora, mais cette dernière, souffrant de dédoublement de personnalité, n'était plus la même. Cela aida Brent Jackson, qui fit de Wild Child un de ses soldats dans son putsch contre le Directeur, Malcolm Colcord.
Gibney semble avoir perdu ses pouvoirs lors du M-Day mais ses récentes réapparitions l'ont montré avec une apparence bestiale et des pouvoirs accrus. Il fut capable de vaincre Sasquatch et Wolverine.
Il travailla dès lors pour Romulus. Alors qu'il venait de capturer Wolverine, il fut tué par Omega Red qui le lança dans une cuve de métal en fusion.

## Pouvoirs
- Kyle Gibney possède des sens surhumains. Ses oreilles pointues lui donnent les mêmes capacités auditives qu'un chien, et ses pupilles en amande une vision acérée et nocturne.
- Sa force physique et son agilité dépassent les standards humains.
- Ses dents et ses ongles sont assez solides pour déchiqueter les os, et il sait s'en servir au combat. C'est un adversaire dangereux au corps à corps.
- Son corps guérit plus vite que celui d'un humain normal, mais pas aussi rapidement que ceux de Wolverine ou Dents de Sabre.

## Autour du personnage
Une chanson du groupe de hard rock W.A.S.P. s'appelle également Wild Child.